# أسيتات الوليبرستال
أسيتات الوليبرستال (بالإنجليزية: Ulipristal acetate) تباع بين الآخرين تحت اسم العلامة التجارية إيلا ، هو دواء يستخدم للسيطرة على الحمل في حالات الطوارئ  والأورام الليفية الرحمية.  كوسيلة لمنع الحمل في حالات الطوارئ، يجب استخدامه في غضون 120 ساعة من ممارسة الجنس. بالنسبة للأورام الليفية، يمكن تناولها لمدة تصل إلى ستة أشهر.  يؤخذ عن طريق الفم. 
الآثار الجانبية الشائعة تشمل الصداع، والغثيان، والشعور بالتعب، وآلام البطن. ينبغي ان لا يستخدم من قبل النساء الحوامل. وهو في فئة ادوية مستقبلات هرمون البروجسترون الانتقائية SPRM). وهو يعمل عن طريق منع تأثير البروجسترون وبالتالي ايقاف الإباضة. 
تمت الموافقة على وليبرستال أسيتات للاستخدام الطبي في الولايات المتحدة في عام 2010. هو على قائمة الأدوية الأساسية لمنظمة الصحة العالمية، الأدوية  الأكثر فعالية والآمنة المطلوبة في النظام الصحي.  في المملكة المتحدة، يكلف الخدمات الصحية الوطنية ( NHS)  17 رطلاً (pound) لكل دورة من وسائل منع الحمل  الطارئ في عام 2015.  لتحسين الوصول، يوصي البعض بإعطاء وصفة طبية لكل من تستطيع الحمل لاستخدامها وقت الحاجة.
الاستخدامات الطبية
وسيلة منع الحمل في حالات الطوارئ
للحصول على وسيلة منع الحمل في حالات الطوارئ  ، يتم استخدام قرص 30 مجم في غضون 120 ساعة (5 أيام) بعد الجماع غير الآمن أو فشل وسائل منع الحمل. وقد تبين أنه يمنع حوالي 62-85 ٪ من حالات الحمل المتوقعة،  ويمنع حدوث المزيد من الحمل  بالمقارنة بوسائل منع الحمل الطارئة باستخدام الليفونورغيستريل.  وليبرستال أسيتات متاحة بوصفة طبية لمنع الحمل الطارئ في أكثر من 50 دولة، مع الوصول من خلال الصيادلة دون وصفة طبية يجري اختبارها في المملكة المتحدة. في نوفمبر 2014 ، أوصت الوكالة الأوروبية للأدوية بتوفر وسائل منع الحمل الطارئة من نوع إيلاون بدون وصفة طبية في الاتحاد الأوروبي. في كانون الثاني 2015 ، أصدرت المفوضية الأوروبية قرارًا تنفيذيًا يعدل بموجبه ترخيص التسويق لشركة إيلاون في الاتحاد الأوروبي.  منذ تموز 2016 ، وهي متاحة دون وصفة طبية في إسرائيل.
الأورام الليفية الرحمية
يستخدم وليبرستال أسيتات لعلاج  الأعراض المتوسطة إلى الشديدة ما قبل جراحة الأورام الليفية الرحمية في النساء البالغات في سن الإنجاب في جرعة يومية من قرص 5 ملغ. 
علاج الأورام الليفية الرحمية باستخدام وليبرستال أسيتات لمدة 13 أسبوعًا يسيطر بشكل فعال على النزف المفرط بسبب الأورام الليفية الرحمية ويقلل من حجم الأورام الليفية. 
اثنين من دورة العلاج المتقطع لمدة 3 أشهر من وليبرستال أسيتات 10  ملغ أدت إلى انقطاع الطمث في نهاية الدورة العلاجية الأولى في 79.5 ٪، في نهاية الدورة الثانية في 88.5 ٪ من الخاضعات للعلاج.
لوحظ نقصان متوسط حجم الورم العضلي خلال الدورة العلاجيك الأولى  (−41.9%) تم الحفاظ عليه في الدورة العلاجية الثانية (−43.7%).
```
بعد 2-3 من دورات العلاج لمدة 3 أشهر، اظهرت الأورام الليفية المعالجة بواسطة وليبرستال أسيتات حوالي - 70% في نقصان الحجم. 
[
23
]
```

نقصان حجم الأورام الليمفية المحفز باستخدام وليبرستال أسيتات يوضح مبدئيا من خلال دمج أحداث متعددة العوامل تشمل السيطرة على تكاثر الخلايا السرطانية، تحريض الاستماتة، وتعديل النسيج خارج الخلية  تحت تأثير ماتريكس ميتالوبروتياز. 
في شباط عام 2018 ، أصدرت وكالة الأدوية الأوروبية تقريرا بشأن تقارير عن إصابات خطيرة في الكبد ترتبط بالوليبرستال على المدى الطويل. وقد نصح EMA اختبارات الكبد الشهرية تجاه المزيد من الأشخاص الذين بدأو الدواء لعلاج الأورام الليفية الرحمية حتى يتم الانتهاء من مراجعة أخرى. 
موانع الاستخدام
يجب تجنب استخدام وليبرستال أسيتات من قبل النساء المصابات بأمراض الكبد الحادة  بسبب استقلابها بوساطة ال CYP. لم تدرس في النساء تحت سن 18. 
كما لا ينصح به للنساء اللواتي يعانين من الربو الحاد ويعالجن بالجلوكوكورتيكويد لأنه أظهر آثارا مضادة للجلوكوكورتيكويد في الدراسات على الحيوانات. 
الحمل
على عكس الليفونورجستريل، مثل الميفيبريستون، وليبرستال أسيتات هي مادة سامة للأجنة في الدراسات على الحيوانات. قبل تناول الدواء، يجب استبعاد الحمل. اقترحت EMA تجنب أي إشارة محتملة إلى استخدام الدواء كوسيلة للإجهاض لتجنب إدراج العبوة للاستخدام بدون تصريح .  من غير المرجح أن يستخدم  وليبرستال أسيتات بفعالية كمُجهِض، لأنه يستخدم في جرعات أقل بكثير (30 ملغ) من الميفيبريستون شبه الفعال (600 مجم)،
ولأنه يجب دمج الميفيبريستون مع البروستاجلاندين لتحريض الإجهاض.  ومع ذلك، فإن البيانات المتعلقة بسمية الأجنة لدى البشر محدودة للغاية، وليس من الواضح ما هي مخاطر الإجهاض أو المسخ (العيوب الخلقية للأجنة).
من بين 29 امرأة حامل تمت دراستها وعلى الرغم من تناولهن أسيتات أولبيريستال، كان 16 منهن تم تحريضهن على عمليات الإجهاض، ستة منهن أجبرن على الإجهاض التلقائي، وواصل ستة حالات الحمل، وفقدت أحدهن المتابعة. 
الرضاعة
لا يُنصح بالرضاعة خلال 36 ساعة من تناول الدواء لأنه غير معروف ما إذا كانت نواتج أيض وليبرستال أسيتات  تفرز في حليب الثدي. 
الأثار الجانبية
تشمل الآثار الجانبية الشائعة الغثيان، وآلام البطن، والقيء، وعسر الطمث، وآلام الحوض، وألم الثدي، والصداع، والدوار، وتقلب المزاج، وألم عضلي، والتعب.
التداخلات الدوائية
يتم استقلاب وليبرستال أسيتات  بواسطة CYP3A4 في المختبر. من المرجح أن يتفاعل وليبرستال أسيتات مع ركائز CYP3A4 ، مثل ريفامبيسين، والفينيتوين، نبتة سانت جون، كاربامازيبين أو ريتونافير، لذلك لا ينصح بالاستخدام المتزامن مع هذه العوامل. قد يتفاعل أيضا مع موانع الحمل الهرمونية والمركبات البروجستيرونية المفعول مثل الليفونورغيستريل والركائز الأخرى لمستقبلات البروجسترون، وكذلك مع الجلايكورتيكويد.
علم الأدوية
الديناميكية الدوائية
كما مستقبلات هرمون البروجسترون الانتقائية، وليبرستال أسيتات  له آثار شادات جزئية  وكذلك ضادات على مستقبلات هرمون البروجسترون. كما أنه يرتبط بمستقبل الجلوكوكورتيكويد، ولكن ليست سوى مضاد ضعيف للجلوكوكورتيكود بالنسبة للميفيبريستون،  وليس له صلة بالانجذاب بمستقبلات الاستروجين والاندروجين والقشرانيات المعدنية.  تشير التجارب السريرية المرحلة الثانية إلى أن الآلية قد تتكون من منع أو تأخير الإباضة وتأخير نضوج بطانة الرحم.
حركية الدواء
في الدراسات على الحيوانات، تم امتصاص الدواء بسرعة وبشكل شبه كامل من القناة الهضمية. تناول الطعام يؤخر الامتصاص، ولكن من غير المعروف ما إذا كان هذا ذو صلة سريريا. 
يتم استقلاب وليبرستال أسيتات  في الكبد، على الأرجح عن طريق CYP3A4 ، وإلى حد ما عن طريق CYP1A2 و CYP2D6.
وقد أُثبت أن المستقلبين الرئيسيين نشطان دوائيا، ولكن أقل من الدواء الأصلي. الطريق الرئيسي لطرحه خارج الجسم عن طريق البراز. 
التاريخ
حصلت شركة وليبرستال أسيتات على ترخيص التسويق من وكالة الأدوية الأوروبية (EMA) في آذار 2009. 
وافقت إدارة الغذاء والدواء الأمريكية على الدواء للاستخدام في الولايات المتحدة في 13 آب 2010 ،  بعد توصية لجنة FDA الاستشارية.  أعلنت شركة واتسون للأدوية عن توافر وليبرستال أسيتات  في الولايات المتحدة في 1 كانون الأول 2010 ، في صيدليات البيع بالتجزئة، والعيادات، وصيدلية واحدة على الإنترنت، KwikMed. 
المجتمع والثقافة
يتم تسويق وليبرستال أسيتات في الولايات المتحدة تحت الاسم التجاري إيلا وفي كندا تحت اسم العلامة التجارية فايبرستال . يتم تسويقها أيضًا تحت العلامة التجارية إيلاون وإسميا في أكثر من 20 بلدًا، منها المملكة المتحدة وأيرلندا. وهناك عدد قليل من الأسماء التجارية الأقل استخداما موجودة أيضا.